# Foco (geometria)

O ponto F é o foco, tanto para a elipse vermelha, quanto para a parábola verde, quanto para a hipérbole azul.

Em geometria, o foco, ou focos no plural, são pontos especiais que definem como um certo conjunto de curvas é desenhado. Por exemplo, o foco pode ser usado para definir seções cônicas, cujos quatro tipos são: círculo, elipse, parábola, e hipérbole. Além disso, o foco é usado para definir as ovais: Cassini e Cartesiana.